# Never Say Never (The Fray)
Never Say Never is een nummer van de poprockgroep The Fray. Het werd als tweede single uitgebracht ter promotie van het tweede studioalbum van de band, getiteld The Fray.

## Achtergrondinformatie
Voordat het verscheen, bereikte het nummer al de 32ste plek in de Amerikaanse Billboard Hot 100 en de 87ste plek in de Britse UK Singles Chart.
Het nummer is te horen geweest in een aflevering van de televisieserie One Tree Hill.

## Videoclip
De videoclip van Never Say Never was vanaf 17 april 2009 op internet te vinden, terwijl de officiële première een week later op de MySpace-pagina van de band was. Het is in één opname gefilmd, met zanger Isaac Slade die door de straat loopt met allerlei explosies en bange en gewonde rennende mensen om zich heen. De clip heeft elementen die lijken op de clip van Shadow of the Day van de band Linkin Park.